# Andrychów
Andrychów este un oraș în județul Wadowice, voievodatul Polonia Mică, Polonia cu o populație de 21.224 locuitori (2012).

## Nume și așezare
Andrychów este un centru turistic în munții Beskid. Atracțiile turistice includ orașul vechi cu un parc istoric, biserica în stil baroc, un conac din secolul al XVIII-lea și un cimitir evreiesc.
Andrychów are o infrastructură pentru turiști bine dezvoltată: locuri de cazare, parcuri tematice, infrastructură pentru odihnă activă și muzee locale. Orașul se află la intersecția dintre Drumul Național nr. 52 (Cracovia - Bielsko-Biala), și drumul local nr. 781. Mai mult, Andrychów are o stație de cale ferată de-a lungul liniei nr. 117 (Bielsko-Biala - Kalwaria Zebrzydowska Lanckorona). Tranzitul în masă este asigurată de autobuze ale Autorității intercomunale de tranzit (Miadzygminny Zaklad Komunikacyjny) Andrychów - Kety - Porabka, care are 18  linii, inclusiv 6 în Andrychów.
Așezarea datează din secolul al XIII-lea. Prima menționare a a localității datează din 1344 în Obolul Sfântului Petru (contribuție voluntară pentru susținerea Papei de la Roma), și a fost numit Henrychów (Eclezia Henrichov).
Alte nume folosite pentru Andrychów în trecut sunt Indrzychow, și Gendrzychow. În timpul ocupației germane a Poloniei, orașul a fost redenumit Andrichau. Istoricii susțin că numele orașului vine de la un polonez numit Jedrzej (Andrzej).

## Istorie
Andrychów a fost menționat pentru prima dată în înregistrările Obolului Sfântului Petru în 1344 ca un mic sat din Ducatul Zator, însă o biserică existentă a fost deja menționată în 1325. În 1345 Andrychów avea o populație de 105 și cu o suprafață de 27 km2.
Cel mai probabil, primii locuitori au fost coloniști din Klatovy din sudul Boemiei. Jan Dlugosz în lucrarea sa Liber beneficiorum numește Gendrychow, scriind că a fost un mic sat din Silezia, Ducatul  Zator. În cc. 1440 Castelul Zator a fost capturat de trupele poloneze, și în cele din urmă, Ducatul Zator, împreună cu Ducatul Oświęcim la 20 februarie 1564 au fost incluse în Regatul Poloniei, ca județul Silezia de Voievodatul Cracovia, Polonia Mică.
În timpul domniei lui Sigismund August, Andrychów era centru administrativ al zonei. Satul a aparținut familiei Schilling, care a sprijinit Reforma protestantă. În 1655, în timpul invazia suedeze a Poloniei, Andrychów a fost ars de armata suedeză care se îndreptau spre Żywiec. Prima încercare de a acorda drepturi de oraș pentru orașul Andrychów a avut loc în 1704, dar nu a reușit. Trei ani mai târziu, satul a fost din nou ars din temelii de suedezi, în Marele Război al Nordului. După distrugere, proprietarul localității Andrychów a invitat în localitate țesători din Silezia, Belgia și Saxonia, și, ca rezultat, Andrychów a devenit un important centru de țesut. În cele din urmă, de la regele Stanisław August Poniatowski în 1767 a primit drepturi de oraș.
În vara anului 1772 (a se vedea partițiile Poloniei), Andrychów a fost ocupat de trupele austriece. Noile autorități au schimbat numele localității în Andrichau, și până în luna noiembrie 1918 a rămas în provincia austriacă Galiția.
O vreme existau atât satul, cât și orașul Andrychów.
În 1778 satul avea populația de 598 locuitori, iar orașul - 2475. În 1791, în oraș a fost deschisă prima școală. În mijlocul anilor 1800, revoluția industrială a ajuns și la Andrychów, împreună cu un aflux de coloniști evrei, pentru care în 1884 a fost construită o sinagogă.
La 27 iunie 1868, orașul și satul au fuzionat, iar doi ani mai târziu, Andrychów a fost conectată la rețeaua de cale ferată. La 20 iunie 1893, o mare parte a orașului a ars într-un incendiu.
În A Doua Republică Poloneză Andrychów a aparținut Voievodatului Cracovia. În 1926 orașul a fost electrificat, iar în 1934-1939, o serie de proiecte de lucrări publice au fost efectuate, inclusiv un sistem de canalizare, sistem rutier îmbunătățit, o piscină și un stadion municipal. Prima benzinărie a fost deschisă în 1929, iar din 1926, orașul a avut conexiuni de autobuz regulate cu Cracovia și Bielsko-Biala.
La 4 septembrie 1939, Andrychów a fost capturat de către trupele Wehrmacht-ului. Orașul a fost încorporat direct în al Treilea Reich, iar la 24 noiembrie 1939, germanii au ars sinagoga locală. În timpul Holocaustului, majoritatea evreilor locali au pierit în Auschwitz.
În 26 ianuarie 1945 germanii s-au retras spre vest, și  Andrychów a fost ocupat de către Armata Roșie a doua zi. În Republica Populară Polonia, Andrychów a fost un important centru al industriei textile, cu o fabrică mare de bumbac (Zaklady Przemyslu Bawelnianego). O altă fabrică  importantă a fost Fabrica de Mașini Andrychów (Andrychowska Fabryka Maszyn), bazată pe fabrica germană Areo-Stall Werke
din război.

## Orașe înfrățite cu Andrychów
- Isny im Allgäu, Germania
- Landgraaf, Olanda
- Břeclav, Republica Cehă
- Tukums, Letonia
- Priverno, Italia